# 仁川ターミナル駅
仁川ターミナル駅（インチョンターミナルえき）は、大韓民国仁川広域市弥鄒忽区にある仁川交通公社1号線の駅である。駅番号はI126。

## 駅構造
- 相対式ホーム2面2線の地下駅。ホームドア設置駅。

## 駅周辺
- 仁川総合バスターミナル（朝鮮語版） - 駅名の由来。
- 仁川交通公社
- 官校洞住民センター
- 仁川官校初等学校
- 官校治安センター
- 九月洞ロデオ通り
- 南仁川女子中学校
- ニューコアアウトレット仁川店
- 仁川ターミナルショッピングモール
  - 新世界百貨店仁川店
  - Eマート仁川店
  - CGV官校
  - 永豊文庫仁川店
- 仁川純福音教会

## 歴史
- 1999年10月6日 - 開業。

## 隣の駅
仁川交通公社
●1号線
芸術会館駅 (I125) - 仁川ターミナル駅 (I126) - 文鶴競技場駅 (I127)